# Andrzej Styka
Andrzej Styka (ur. 5 grudnia 1897, zm. ?) – kapitan administracji Wojska Polskiego. 

## Życiorys
Urodził się 5 grudnia 1897 roku w rodzinie Franciszka i Marii. Był uczniem szkoły handlowej. W czasie I wojny światowej walczył w szeregach 4 pułku piechoty Legionów Polskich .
1 czerwca 1921 roku pełnił służbę w Dowództwie Okręgu Generalnego „Kielce”, a jego oddziałem macierzystym był 4 pułk piechoty Legionów. 3 maja 1922 roku został zweryfikowany w stopniu porucznika ze starszeństwem z dniem 1 czerwca 1919 roku i 1110. lokatą w korpusie oficerów piechoty, a jego oddziałem macierzystym był nadal 4 pp Leg.. W następnym roku był oficerem 5 pułku Strzelców Podhalańskich w Przemyślu. W grudniu 1923 roku został przydzielony do PKU Pińczów na stanowisko oficera ewidencyjnego na powiat jędrzejowski, z równoczesnym przeniesieniem do korpusu oficerów administracyjnych, dział kancelaryjny. 1 grudnia 1924 roku został mianowany kapitanem ze starszeństwem z 15 sierpnia 1924 roku i 24. lokatą w korpusie oficerów administracji, dział kancelaryjny. W styczniu 1925 roku został przydzielony do PKU Pszczyna na stanowisko I referenta. W lutym 1926 roku został zatwierdzony na stanowisku kierownika I referatu administracji rezerw i zastępcy komendanta PKU Pszczyna. W grudniu 1929 roku został przeniesiony do PKU Słonim na stanowisko referenta. Z dniem 30 kwietnia 1930 roku został przeniesiony w stan spoczynku. W 1934 roku, jako oficer stanu spoczynku pozostawał w ewidencji Powiatowej Komendy Uzupełnień Królewska Huta.
Członek Zarządu Okręgu Sosnowiec Związku Legionistów Polskich w 1936 roku.

## Ordery i odznaczenia
- Krzyż Niepodległości (3 maja 1932)[15]
- Krzyż Walecznych (trzykrotnie)[16]
- Medal Zwycięstwa („Médaille Interalliée”)[11]